# Stanisław Lubas
Stanisław Lubas (ur. 16 kwietnia 1886 w Żarnowej, zm. 21 marca 1942 w KL Dachau) – polski prezbiter katolicki, ofiara niemieckiego terroru w okresie II wojny światowej, Sługa Boży, męczennik.

## Życiorys
Pochodził z ubogiej katolickiej rodziny Józefa i Tekli z d. Adamczyk zamieszkujących w Żarnowej i tam też urodził się 16 kwietnia 1886 roku. Po ukończeniu szkoły podstawowej, naukę kontynuował w rzeszowskim gimnazjum, które zakończył z celującym wynikiem na egzaminie dojrzałości. Wstąpiwszy do Wyższego Seminarium Duchownego w Przemyślu studiował teologię. Sakrament święceń kapłańskich z rąk biskupa Józefa Sebastiana Pelczara otrzymał 16 kwietnia 1914 roku. Dla realizacji powołania przez posługę kapłańską, w charakterze wikariusza skierowany został do parafii w Mościskach, a w 1919 roku przeniesiony do Leżajska. Pełnił obowiązki nauczyciela historii, psychologii, logiki i propedeutyki filozofii w tamtejszym gimnazjum i moderatora katolickiego stowarzyszenia świeckich Sodalicji Mariańskiej, której lokalnego oddziału był założycielem. Po wybuchu II wojny światowej w okresie okupacji niemieckiej ziem polskich kontynuował działalność do 23 lipca 1940 roku, kiedy to Gestapo dokonało aresztowania księży Czesława Brody, Tomasza Pacuły, a z nimi Stanisława Lubasa i uwięziony został początkowo w budynkach byłego opactwa benedyktyńskiego, gdzie Niemcy urządzili więzienie i areszt śledczy w Jarosławiu, a następnie tarnowskim areszcie śledczym. Stanisława Lubasa przewieziono do niemieckiego obozu koncentracyjnego KL Sachsenhausen, a stamtąd 14 grudnia 1940 do Dachau KL, gdzie zarejestrowano go pod numerem 22419. Zginął w obozie 21 marca 1942.
Jest jednym z 122 Sług Bożych wobec których 17 września 2003 rozpoczął się proces beatyfikacyjny drugiej grupy polskich męczenników z okresu II wojny światowej.
Uchwałą Rady Miejskiej w Leżajsku 13 listopada 2014 roku miejskiemu skwerowi nadano imię „Skwer księdza Stanisława Lubasa”.